# Byron Pitts

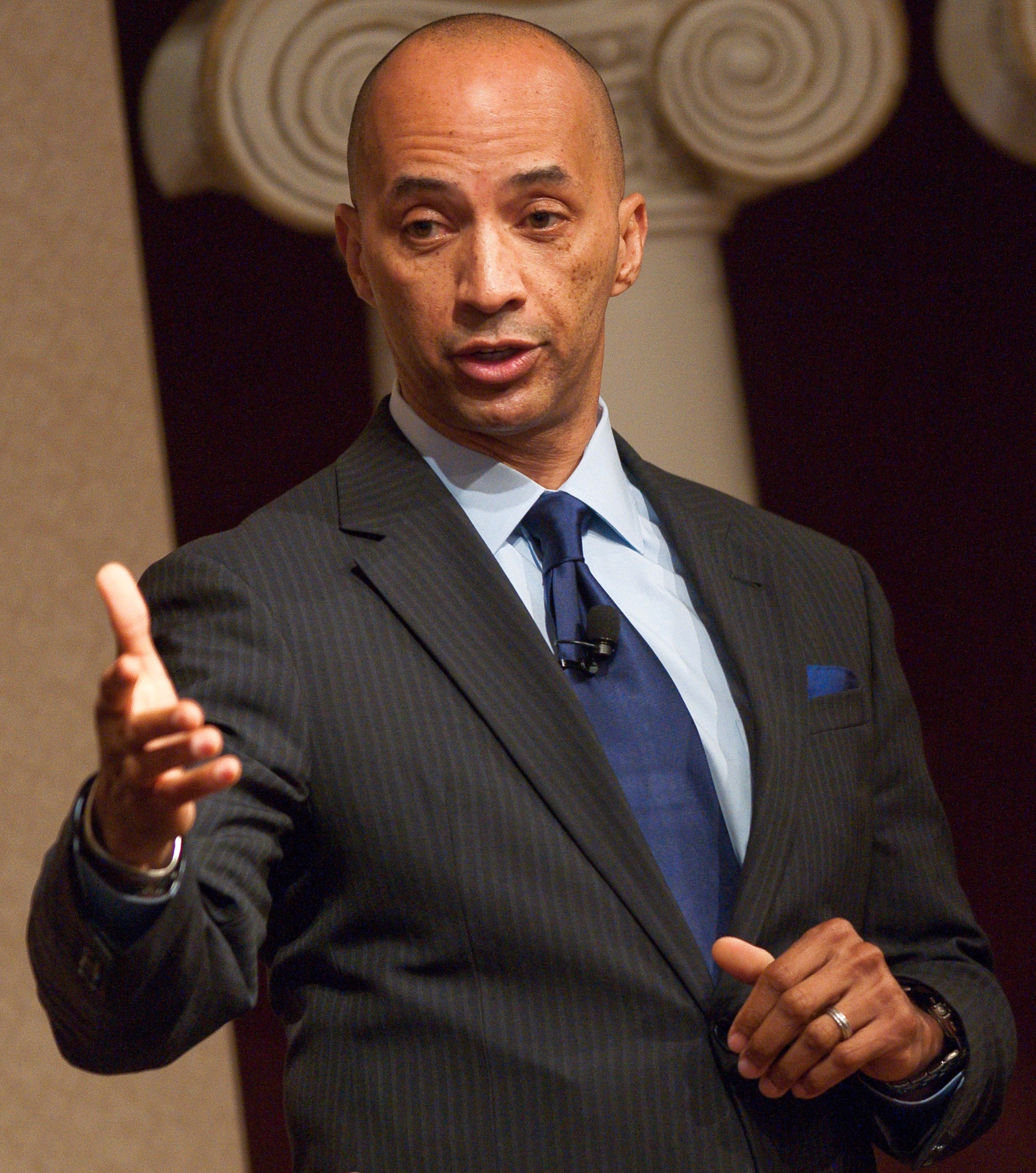
Byron Pitts (2011)

Byron Pitts (* 21. Oktober 1960 in Baltimore, Maryland) ist ein US-amerikanischer TV-Moderator.

## Leben und Karriere
Pitts wurde am 21. Oktober 1960 in Baltimore, Maryland, als jüngstes dreier Kinder geboren. Er schloss sein Studium an der Ohio Wesleyan University im Jahr 1982 mit einem Bachelor of Arts in Journalismus und Sprachkommunikation ab.
Mit dem Abschluss seines Studiums begann Byron Pitts 1983 seine journalistische Laufbahn als Moderator bei WNCT-TV. Im Jahr 1984 wechselte er als Militärreporter zu WAVY-TV in Virginia, wo er bis 1986 tätig war. Anschließend arbeitete er bis 1988 als Reporter bei WESH-TV in Orlando und von 1988 bis 1989 bei WFLA-TV in Tampa. Von 1989 bis 1994 war er Sonderberichterstatter bei WCVB-TV in Boston. Bis 1996 war Pitts zudem als Reporter für WSB-TV in Atlanta tätig.
Von 1997 bis 1998 arbeitete er als Korrespondent für CBS Newspath, den 24-Stunden-Nachrichtendienst von CBS News, mit Sitz in Washington, D.C.
Im Mai 1998 wurde Pitts zum Korrespondenten von CBS News ernannt. Er war zunächst in den Büros in Miami (1998–1999) und Atlanta (1999–2001) tätig, bevor er im Januar 2001 an den CBS-Hauptsitz in New York City wechselte.
Während der Terroranschläge am 11. September 2001 gehörte Pitts zu den führenden Reportern von CBS News. Für seine Berichterstattung erhielt er einen Emmy Award. Einen weiteren Emmy Award erhielt er für seine Reportagen aus dem Irak nach dem Sturz von Saddam Hussein.
Am 29. September 2009 veröffentlichte Pitts seine Memoiren unter dem Titel Step Out on Nothing: How Faith and Family Helped Me Conquer Life’s Challenges.
Seit 2013 ist er für ABC News tätig und moderiert dort seit 2014 gemeinsam mit Juju Chang das Nachrichtenmagazin Nightline. Darüber hinaus moderierte er zeitweise auch die Formate Good Morning America, World News Tonight with David Muir, This Week und 20/20.
Im Jahr 2018 wurde Pitts von der High Point University zum „Journalist in Residence“ ernannt. Er lebt mit seiner Frau in Montclair, New Jersey.

## Werke
- Step Out on Nothing: How Faith and Family Helped Me Conquer Life’s Challenges. 2009, St. Martin’s Press, ISBN 978-0-312-57766-7
- Be the One. 2018, Simon & Schuster Books, ISBN 978-1-4424-8383-5

## Auszeichnungen
- 1999: National Emmy Award
- 2001: News and Documentary Emmy Award
- 2002: Journalist of the Year der National Association of Black Journalists
- 2003: News and Documentary Emmy Award